# Ampelocissus sikkimensis
Ampelocissus sikkimensis är en vinväxtart som först beskrevs av Marmaduke Alexander Lawson och fick sitt nu gällande namn av Jules Émile Planchon. 
Ampelocissus sikkimensis ingår i släktet Ampelocissus och familjen vinväxter. Inga underarter finns listade i Catalogue of Life.